# نصرآباد (رضویه)
نصرآباد روستایی در دهستان آبروان بخش رضویه شهرستان مشهد استان خراسان رضوی ایران است.
این روستا در ۳۰ کیلومتری جاده مشهد- سرخس با یک جاده فرعی ۱۰ کیلومتری از جاده اصلی منشعب می‌شود.نصرآباد از اصلی ترین تولیدکنندگان پسته در منطقه است و اغلب مردم روستا به کشت پسته مشغول اند.

## جمعیت
بر پایه سرشماری عمومی نفوس و مسکن در سال ۱۳۹۵ جمعیت این روستا ۶۲۳ نفر (۱۷۷خانوار) بوده‌است.
از خانواده های ساکن در این روستا می‌توان به خاندان نوروزی و..... اشاره کرد

## مشاغل
شغل عمومی مردم این روستا کشاورزی و دامداری است. ضمناً نصفه کاری نیز در این روستا از رونق خاصی برخوردار است.

## محصولات
محصولات این روستا شامل خربزه، جو، گندم، پسته و چغندر قند است.

## قدمت
در اطراف این روستا آثاری از دوره تیموریان مانند بابا لنگر مشاهده می‌شود.